# Jalil Anibaba
Jalil Anibaba (Fullerton, California; 19 de octubre de 1988) es un futbolista estadounidense. Juega de defensor y su equipo actual es el Columbus Crew de la Major League Soccer.

## Trayectoria

### Inicios
Anibaba fue a la Escuela Secundaria Davis, en donde en su último año fue nombrado como Jugador del Año Gatorade en California, y jugó al fútbol universitario en la Universidad de Santa Clara. En 2009, Anibaba fue capitán de los Broncos y fue seleccionado por la Asociación Nacional de Entrenadores de Fútbol de Estados Unidos al Equipo All-West Region.
En su último año fue transferido a la Universidad de Carolina del Norte, en donde ganó varios premios, entre ellos NSCAA Second Team All-America, NSCAA First Team All-Region, First Team All-ACC, ACC All-Tournament Team y Novato del Año de la WCC en 2007.
Anibaba también jugó en doce partidos para el Carolina Dynamo del USL Premier Development League en la temporada 2010.

### Chicago Fire

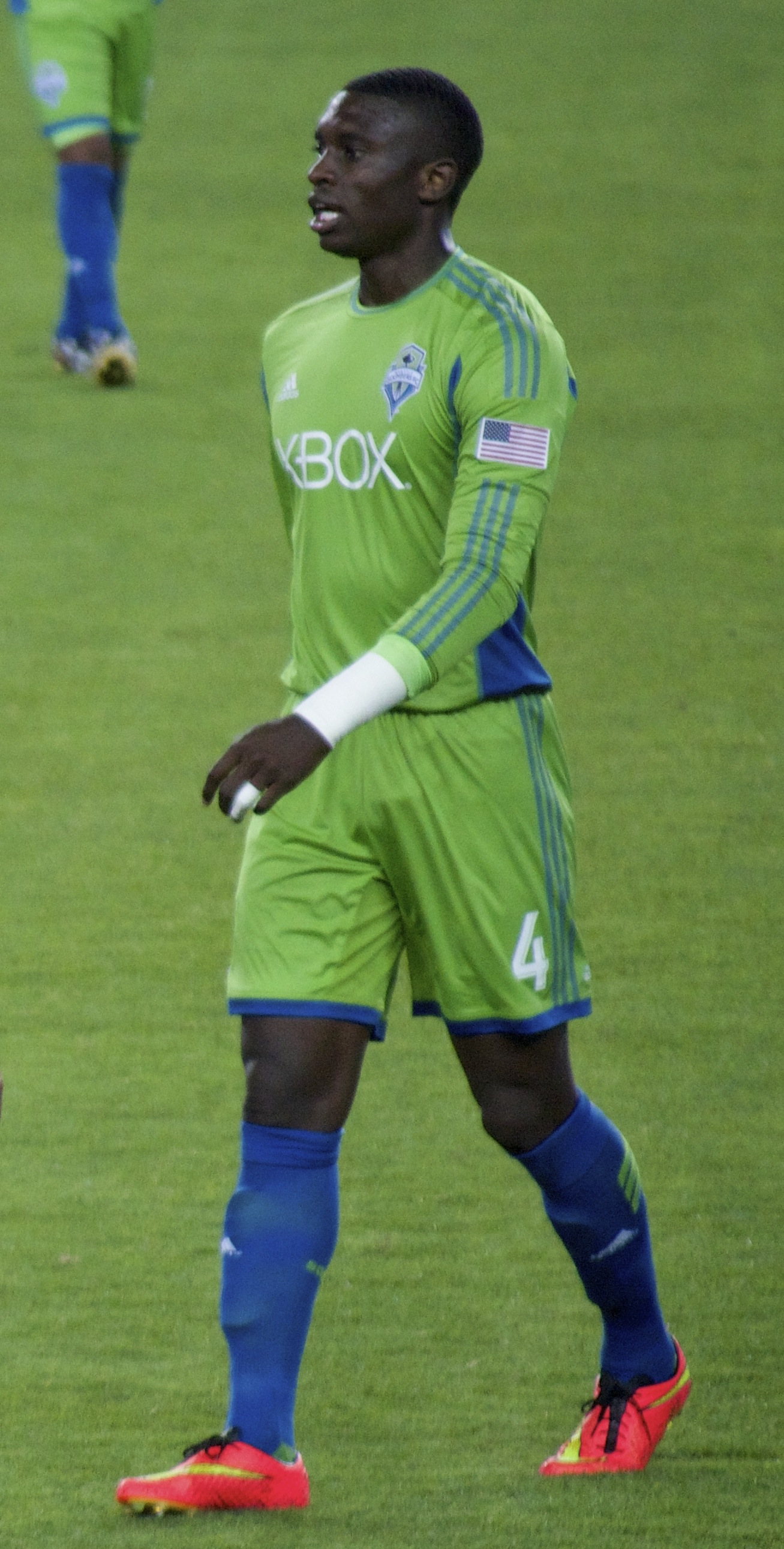
Anibaba jugando para el Seattle Sounders en 2014

El 14 de enero de 2011, Anibaba fue seleccionado por el Chicago Fire en la primera ronda del SuperDraft de la MLS de 2011 (9º en la general). Hizo su debut profesional el 19 de marzo de 2011 en el primer partido de la temporada para el Fire en el empate 1-1 frente al FC Dallas. Anotó su primer gol – un disparo de más de 40 metros – el 30 de marzo en la victoria 2–1 sobre el Colorado Rapids en la fase clasificatoria de la Lamar Hunt US Open Cup. Anibaba terminaría consiguiendo dos goles más en la temporada 2011, anotando dos goles de cabeza en un espacio de 19 minutes la victoria 3–2 sobre el Columbus Crew en la última fecha de la temporada el 22 de octubre de 2011. Anibaba terminó su primera temporada en la MLS fijando un récord de partidos jugados para un novato con 29, y su gol del 30 de marzo frente a Colorado fue votado como el "Gol del Año" por parte de los hinchas del equipo.

### Seattle Sounders
El 15 de enero de 2014 Anibaba fichó con el Seattle Sounders FC en un traspaso que incluyó varios jugadores y selecciones en el draft.

### Sporting Kansas City
El 10 de diciembre de 2014, fue seleccionado por Orlando City en el draft de expansión de 2014. La temporada siguiente fue intercambiado por Aurelien Collin, y el jugador arribó al Sporting Kansas City el 25 de noviembre de 2015.

### Houston Dynamo
Fue liberado por Kansas City al final de la temporada 2015 y fichó por el Houston Dynamo.

### New England Revolution
Luego de no renovar con Houston al final de la temporada 2017, firmó un nuevo contrato con el New England Revolution a principios de la temporada 2018.

### Nashville SC
El 19 de noviembre de 2019, Anibaba se unió al nuevo equipo de la MLS, el Nashville SC mediante el Draft de expansión 2019.

### Columbus Crew
El 14 de enero de 2022, firmó un contrato por 1 año en el Columbus Crew.

## Clubes
| Club                   | País           | Año           |
| ---------------------- | -------------- | ------------- |
| Carolina Dynamo        | Estados Unidos | 2010          |
| Chicago Fire           | Estados Unidos | 2011-2013     |
| Seattle Sounders FC    | Estados Unidos | 2014          |
| Sporting Kansas City   | Estados Unidos | 2015          |
| Houston Dynamo         | Estados Unidos | 2016-2017     |
| New England Revolution | Estados Unidos | 2018-2019     |
| Nashville SC           | Estados Unidos | 2020-2021     |
| Columbus Crew          | Estados Unidos | 2022-presente |

## Selección nacional
Anibaba fue parte de las selecciones sub-20 y sub-17 de los Estados Unidos.

## Palmarés

### Campeonatos nacionales
| Título                   | Club                | País           | Año  |
| ------------------------ | ------------------- | -------------- | ---- |
| Lamar Hunt U.S. Open Cup | Seattle Sounders FC | Estados Unidos | 2014 |
| Supporter's Shield       | Seattle Sounders FC | Estados Unidos | 2014 |